# Reichenhausen
Reichenhausen ist ein Ortsteil von Erbenhausen im Landkreis Schmalkalden-Meiningen in Thüringen. Mit 190 Einwohnern ist Reichenhausen der bevölkerungsreichste Ortsteil der Gemeinde.

## Lage
Die Landschaft um Reichenhausen ist von Basaltkuppen der Vorderen Rhön geprägt. Ein Quellbach der Felda entspringt bei Reichenhausen. Die Bundesstraße 285 und die Landesstraße 1123 erschließen den Ort verkehrsmäßig.

## Geschichte
1317 wurde der Ort erstmals als Richhildehusen erwähnt. Er gehörte zum Amt Kaltennordheim der Grafschaft Henneberg, später zu Sachsen-Weimar-Eisenach (Eisenacher Oberland). Jahrhundertelang war Landwirtschaft die Haupterwerbsquelle. Im 19. Jahrhundert hatte die Produktion von Peitschenstöcken wirtschaftliche Bedeutung.

## Sehenswürdigkeiten

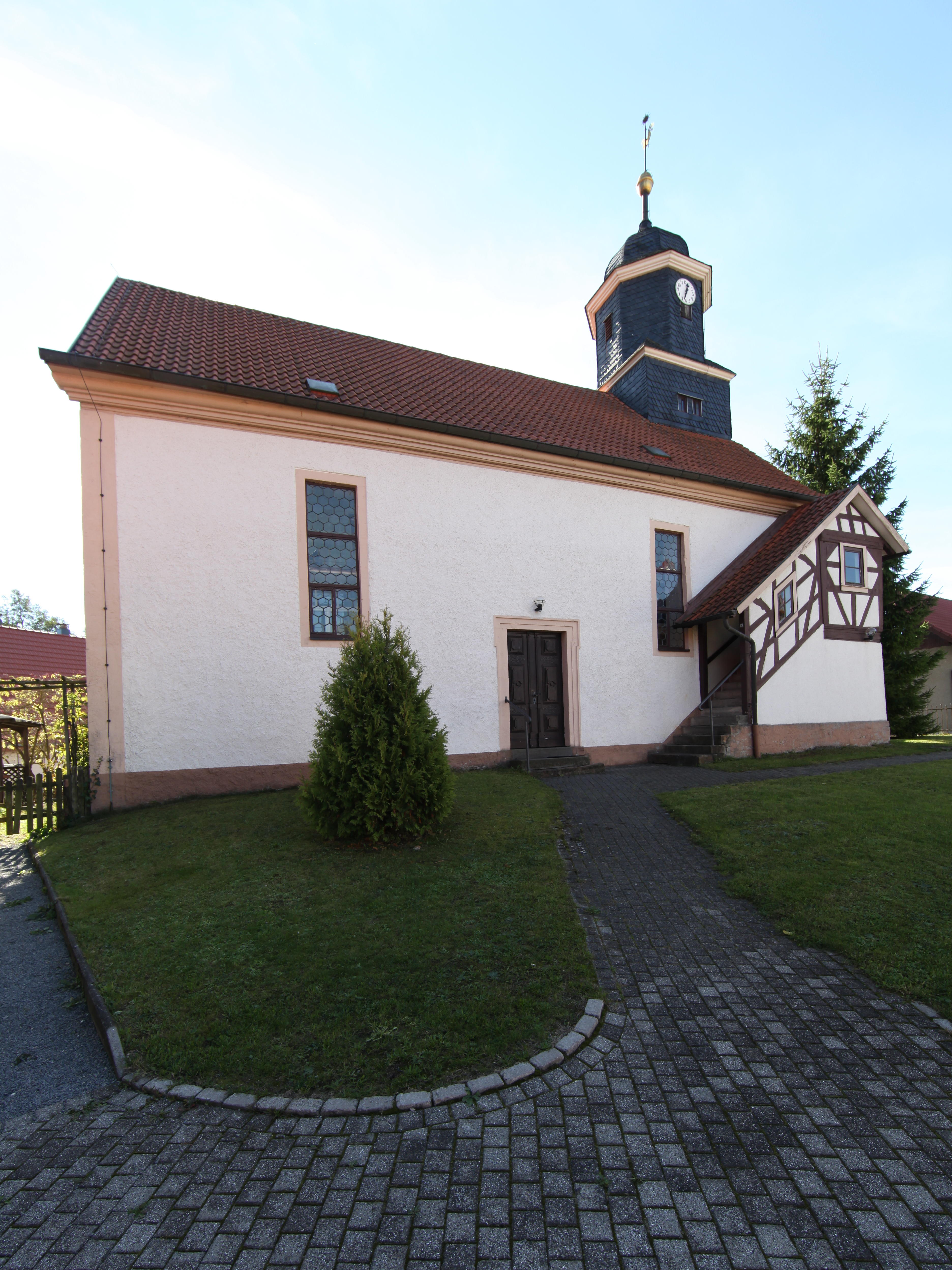
Evangelische Kirche

Die Dorfkirche Reichenhausen wurde 1737 anstelle einer zu klein gewordenen Vorgängerkirche erbaut.

## Persönlichkeiten
- Otto Wagner (1877–1962), Politiker